# Salmo 8
Il salmo 8 costituisce l'ottavo capitolo del Libro dei salmi.
È tradizionalmente attribuito al re Davide. È un inno di lode a Dio per le meraviglie della creazione.
Salmi 8:4-6 è citato da Ebrei 2:6-8.